# XIV Giochi olimpici invernali
I XIV Giochi olimpici invernali (in serbo-croato XIV. Zimske olimpijske igre), noti anche come Sarajevo '84, si tennero a Sarajevo, capitale dell'allora repubblica jugoslava di Bosnia ed Erzegovina, dall'8 al 19 febbraio 1984.

## Assegnazione
Uno studio intitolato "Le possibilità e i problemi dello sviluppo turistico continentale in Jugoslavia" e pubblicato nel 1968 dall'Organizzazione per la cooperazione e lo sviluppo economico (OCSE) ha indicato per la prima volta che la Jugoslavia e in particolare la regione di Sarajevo presentano condizioni favorevoli per lo sviluppo del turismo continentale in Jugoslavia per gli sport invernali. Già nel 1970 le autorità di Sarajevo progettarono di ospitare le Olimpiadi invernali per promuovere questo sviluppo e diventare un centro sostenibile per gli sport invernali.
 Inizialmente venne considerata una candidatura per i Giochi del 1976 o del 1980 ma, dopo aver modernizzato la città nell'ambito del progetto "Tutela dell'ambiente e dell'uomo", fece domanda per quelli del 1984. Il comitato di candidatura fu creato il 23 novembre 1977.
Altri due candidati ai Giochi erano Göteborg in Svezia e Sapporo in Giappone.
| Città      | Stato      | Round 1 | Round 2 |
| Sarajevo   | Jugoslavia | 31      | 39      |
| Sapporo    | Giappone   | 33      | 36      |
| Gothenburg | Svezia     | 10      | —       |

## Sviluppo e preparazione

### Sedi di gara
- Igman (trampolino)
- Stadio Asim Ferhatović Hase

## I Giochi

### Discipline
Il programma olimpico prevedeva competizioni in 10 discipline:
| Disciplina              | Maschile | Femminile | Misti | Totali |
| ----------------------- | -------- | --------- | ----- | ------ |
| Biathlon                | 3        |           |       | 3      |
| Bob                     | 2        |           |       | 2      |
| Combinata nordica       | 1        |           |       | 1      |
| Hockey su ghiaccio      | 1        |           |       | 2      |
| Pattinaggio di figura   | 1        | 1         | 2     | 4      |
| Pattinaggio di velocità | 5        | 5         |       | 10     |
| Salto con gli sci       | 2        |           |       | 2      |
| Sci alpino              | 3        | 3         |       | 6      |
| Sci di fondo            | 4        | 4         |       | 8      |
| Slittino                | 2        | 1         |       | 3      |
| Totale (10 discipline)  | 24       | 14        | 2     | 40     |

## Risultati

### Medagliere
Nazione ospitante 
| Pos. | Paese            | Oro | Argento | Bronzo | Totale |
| ---- | ---------------- | --- | ------- | ------ | ------ |
| 1    | Germania Est     | 9   | 9       | 6      | 24     |
| 2    | Unione Sovietica | 6   | 10      | 9      | 25     |
| 3    | Stati Uniti      | 4   | 4       | 0      | 8      |
| 4    | Finlandia        | 4   | 3       | 6      | 13     |
| 5    | Svezia           | 4   | 2       | 2      | 8      |
| 6    | Norvegia         | 3   | 2       | 4      | 9      |
| 7    | Svizzera         | 2   | 2       | 1      | 5      |
| 8    | Canada           | 2   | 1       | 1      | 4      |
| 8    | Germania Ovest   | 2   | 1       | 1      | 4      |
| 10   | Italia           | 2   | 0       | 0      | 2      |
| 11   | Regno Unito      | 1   | 0       | 0      | 1      |
| 12   | Cecoslovacchia   | 0   | 2       | 4      | 6      |
| 13   | Francia          | 0   | 1       | 2      | 3      |
| 14   | Giappone         | 0   | 1       | 0      | 1      |
| 14   | Jugoslavia       | 0   | 1       | 0      | 1      |
| 16   | Liechtenstein    | 0   | 0       | 2      | 2      |
| 17   | Austria          | 0   | 0       | 1      | 1      |

### Protagonisti
- Marja-Liisa Kirvesniemi (Finlandia, sci di fondo): è l'atleta più medagliata dell'Olimpiade, con tre medaglie d'oro individuali e una di bronzo nella staffetta.
- Paul Hildgartner (Italia, slittino): il carabiniere italiano, alla quarta partecipazione olimpica, vince di nuovo l'oro olimpico dodici anni dopo Sapporo 1972.
- Paoletta Magoni (Italia, slalom): la campionessa italiana vince la medaglia d'oro nello slalom speciale in una gara caratterizzata da molte cadute.
- Jayne Torvill e Christopher Dean (Gran Bretagna, pattinaggio di figura): la loro interpretazione del Bolero di Ravel nella danza libera passa alla storia della danza su ghiaccio. Ricevono per 12 volte su 18 il punteggio massimo di 6.0.
- Michela Figini (Svizzera, discesa libera): la campionessa svizzera a soli 18 anni vince la medaglia d'oro in discesa libera, sbaragliando il campo delle sue più quotate avversarie.